# 경주화백컨벤션센터
경주화백컨벤션센터(Gyeongju Hwabaek International COnvention Center, HICO) 또는 하이코는 경상북도 경주시에 위치한 보문관광단지 내의 컨벤션센터이다.

## 건설
한국수력원자력이 방사성폐기물 처분시설을 유치한 경주에 대한 지원 사업으로 1,200억원을 투입하여 2012년 9월 착공하였다. 외관은 신라 누각에서 영감을 얻었으며, 동궁과 월지를 형상화한 야외연못 등이 조성되어 있다.

## 시설
부지 42,774㎡, 연면적 3만1,336㎡에 지하 1층, 지상 4층 규모로 3,500석의 대회의실과 12개 중·소 회의실, 6,273㎡의 실내외 전시장, 편의시설 등이 있다. 동시 수용 인원은 최대 4,300명이다. 2022년 12월, 문화체육관광부가 경주 화백컨벤션센터와 보문관광단지 일원 178만㎡를 국제회의 복합지구로 추가 지정하였다.

## 증축 논의
2019년 5월, 경상북도는 도시계획위원회를 주재, 경주화백컨벤션센터 증축을 위하여 입지규제 최소구역으로 지정하는 내용의 도시관리계획 변경안을 조건부 의결하였다. 2021년 7월, 시는 295억원을 투입하여 전시장 4천㎡, 지하주차장 2천㎡, 기타 편의시설 2천745㎡ 등의 증설을 추진하였다.

## 주요 회의
- 세계 물포럼
- 제14차 세계한상대회
- 국제레이저세미나
- 마이크로타스 2015
- 2025년 경주 APEC 정상회의 (예정)